# Огата, Садако
Садако Огата (яп. 緒方貞子, урожд. Накамура — яп. 中村; 16 сентября 1927, Адзабу, Токио, Токио, Япония — 22 октября 2019, Токио, Япония) — японский государственный и политический деятель, дипломат, верховный комиссар ООН по делам беженцев с 1 января 1991 года по 31 декабря 2000 года.

## Биография

### Молодые годы и семья
Садако Накамура родилась 16 сентября 1927 года в Токио. Отец — Тоёити Накамура, карьерный дипломат, будущий посланник Японии в Финляндии. Мать — Цунэко Ёсидзава, дочь министра иностранных дел Кэнкити Ёсидзавы и внучка премьер-министра Цуёси Инукаи. Прадед Садако был убит японскими ультранационалистами во время военного переворота, когда ей было четыре года, после чего Япония окончательно погрузилась в пучину милитаризма. В детстве Садако жила в США и Китае по месту службы отца, и именно семья повлияла на её интерес к международной политике. Ещё в детстве выучила английский язык и выросла в космополитичной среде, проживая в таких местах, как Сан-Франциско, Портленд, Гуандун и Гонконг.

### Образование и научная карьера
В 1945 году Садако пережила американскую бомбардировку Токио, в ходе которой была сожжена школа, в которой она училась. В 1946 году окончила школу Кэтлин-Гейбл, и уже после окончания войны вернулась в Токио. В 1951 году окончила Университет Священного Сердца со степенью бакалавра в области английской литературы. Став первой японкой, получившей стипендию фонда Ротари, уехала на учёбу в США, где, проживая в Вашингтоне, работала гидом и переводчиком для Митико Фудзивары, познакомившись таким образом со многими известными людьми, в том числе с Элеанорой Рузвельт. В 1953 году окончила школу иностранной службы при Джорджтаунском университете со степенью магистра в области международных отношений, став одной из первых японских женщин, получивших образование в США. В 1953—1956 годах в качестве аспиранта работала лектором в Токийском университете под началом Ёситакэ Оки, став единственной женщиной в классе.
В 1956 году поступила в аспирантуру в Калифорнийский университет в Беркли и работала научным сотрудником у Роберта Скалапино, но в 1958 году была вынуждена вернуться в Японию из-за ухудшения здоровья своего отца. Ввиду капитуляции Японии и реформирования государственного устройства занималась изучением причин начала Второй мировой войны, посвятив свою диссертацию разработке японской внешней политики в отношении Маньчжурии в начале 1930-х годов. В 1963 году получила степень доктора философии в области политических наук в Калифорнийском университете в Беркли. С 1965 по 1974 год читала лекции по теме международных отношений на неполный рабочий день в Международном христианском университете в Токио, а в 1974—1976 годах была экстраординарным профессором по истории дипломатии и международных отношений. Параллельно ухаживала за прикованной к постели матерью.
В 1980 году стала профессором международных отношений в университете Софии в Токио, с 1987 по 1988 год была руководителем Института международных исследований, а в 1989—1991 годах занимала должность декана. В 1994 году получила звание заслуженного профессора. Также являлась иностранным членом Американского философского общества (1995). С 2001 по 2003 год была приглашённым лектором Фонда Форда. Опубликовала ряд книг и большое количество статей по истории дипломатии и международным отношениям. Являлась экспертом Брукингского института, а также членом Фонда Сержиу Виейры ди Меллу. В 2017 году получила «Награду за глобальные заслуги выпускника Ротари».

### Дипломатическая карьера
После вступления Японии в ООН в 1956 году министерство иностранных дел Японии с подачи женских объединений начало включать женщин в свои делегации. Так как молодым женщинам до этого не разрешалось выбирать дипломатическую карьеру, Огата пришла в мир международной политики только к 50 годам. В 1968 году она стала членом делегации Японии на 23-й сессии Генеральной Ассамблеи ООН по приглашению Фусаэ Итикавы, лидера японского суфражистского движения, высоко оценившей её знания в области английского языка и международных отношений. Также Огата была делегатом Японии на 25, 30, 31, 32, и 33-й сессиях Генеральной Ассамблеи ООН, а также 10-й специальной сессии, посвящённой разоружению, в связи с чем её сравнивали с Ширли Темпл. С 1976 по 1978 год служила министром в постоянном представительстве Японии при Организации Объединённых Наций, а в 1978—1979 годах занимала пост чрезвычайного посланника и полномочного министра. C 1978 по 1979 год была председателем Исполнительного совета ЮНИСЕФ. Её предшественником на этом посту был Фердинанд Ойоно, а преемником — Заки Хасан. В 1979 году назначена генеральным секретарём ООН Куртом Вальдхаймом на должность специального эмиссара по расследованию положения камбоджийских беженцев на границе с Таиландом. С 1982 по 1985 год была представителем Японии в Комиссии ООН по правам человека. В 1983—1987 годах была членом Независимой комиссии по гуманитарным вопросам, в 1984 году стала членом Трёхсторонней комиссии, а в 1986 году — Совета управляющих Международного совета по исследованиям в области развития. В 1990 году назначена независимым экспертом Комиссии ООН по правам человека по вопросу о положении в области прав человека в Мьянме.
С 1991 по 2000 года занимала пост верховного комиссара ООН по делам беженцев при генеральных секретарях ООН Хавьере Пересе де Куэльяре, Бутросе Бутрос-Гали и Кофи Аннане. Была избрана 21 декабря 1990 года на заседании Генеральной Ассамблеи сроком на три года с 1 января 1991 года. Дважды переизбиралась на должность комиссара: 4 ноября 1993 года на пять лет до 31 декабря 1998 года, и 29 сентября 1998 года на два года до 31 декабря 2000 года. Предшественником Огаты был Торвальд Столтенберг, а преемником — Рууд Любберс, а сама она стала первой женщиной в должности комиссара по делам беженцев. Этот период ознаменовался операцией в Северном Ираке, распадом Югославии и балканскими войнами, в том числе в Косово, Боснии и Герцеговине, войной в Конго, геноцидом в Руанде, постсоветскими конфликтами между Арменией и Азербайджаном, а также в Таджикистане и Чечне. Чтобы помочь 27 миллионам беженцев, персонал Управления комиссара Огаты увеличился до более чем пяти тысяч человек, а его бюджет превысил 1 миллиард долларов. Вместе с тем позиция комиссара неоднократно входила в противоречие с планами генерального секретаря, ввиду чего её считали преемником Бутроса Бутроса-Гали и звали «Садако Садако-Огата». Так, в 1993 году Огата выступила в Совете Безопасности ООН, став первым верховным комиссаром в этом качестве, и потребовала того, чтобы ООН либо нарушила сербскую осаду боснийской Сребреницы, либо осуществила крупномасштабную эвакуацию. Её выступление вызвало смущение у членов Совбеза и возмущение самого Бутроса-Гали, а слова были проигнорированы, однако правота Огаты подтвердилась в 1995 году, после резни в Сребренице, убийства сербами 8 тысяч мусульманских мужчин и мальчиков.

### Последующая жизнь и деятельность
После ухода с поста верховного комиссара в возрасте 73 лет не позволила себе уйти на покой, продолжив заниматься гуманитарными проблемами. В 2001—2004 годах была специальным представителем премьер-министра Дзюнъитиро Коидзуми по содействию Афганистану. С 2001 по 2003 год вместе с Амартией Сеном была сопредседателем Комиссии ООН по безопасности человека. В 2003—2011 годах была почётным председателем Консультативного совета по безопасности человека. В 2002 году стала сопредседателем Международной конференции по содействии в восстановлении Афганистана в Токио. В 2003—2004 годах была членом Группы высокого уровня по угрозам, вызовам и переменам, учреждённой генеральным секретарём ООН Кофи Аннаном.
В 2002 году после отставки Макико Танаки отказалась от предложения занять пост министра иностранных дел Японии, который вместо неё в итоге достался Ёрико Кавагути. В 2004 году вошла в Консультативный совет по закону об императорском доме при премьер-министре Коидзуми, постановивший при наследовании престола давать приоритет первому ребёнку независимо от пола. С 2003 по 2012 год была президентом Японского агентства международного сотрудничества, а затем назначена специальным советником президента Акихико Танаки. Затем была заслуженным научным сотрудником (2014—2018 гг.) и почётным советником (2018—2019 гг.) президента Японского агентства международного сотрудничества. В 2012—2016 годах была советником министра иностранных дел Японии. В 2014 году стала членом наблюдательного совета при организационном комитете летних олимпийских и паралимпийских играх 2020 года в Токио. Также была членом Совета национальной стратегии и политики при премьер-министре Японии. Даже находясь на пенсии, продолжала вдохновлять женщин по всему миру своим наследием.

### Личная жизнь
Занималась теннисом, которым увлеклась ещё в студенческие годы, войдя в число 16 лучших теннисисток на чемпионате Японии. В 1960 году в возрасте 33 лет вышла замуж за Сидзюро Огату, будущего заместителя директора Банка Японии по международным связям, третьего сына заместителя премьер-министра Японии и президента Либеральной партии Такэторы Огаты. У них родилось двое детей: дочь Акико (сотрудница Банка Токио) и сын Ацуси (видеохудожник). Сидзюро Огата скончался в 2014 году в возрасте 86 лет, оставив Садако вдовой.

### Смерть
Садако Огата скончалась 22 октября 2019 года в Токио в возрасте 92 лет. О смерти было объявлено 29 октября со ссылкой на родственников, причина кончины не была оглашена. Прощание прошло в тот же день в токийской церкви. Свои соболезнования выразили премьер-министр Японии Синдзо Абэ, министр иностранных дел Японии Тосимицу Мотэги, президент Японского агентства международного сотрудничества Синъити Китаока, верховный комиссар ООН по делам беженцев Филиппо Гранди.

## Награды

### Японские
- Заслуженный деятель культуры[англ.] (2001)[62][63].
- Орден Культуры (2003)[64]. Вручён лично императором Акихито на церемонии в Императорском дворце[65][66][67].
- Почётный гражданин Токио[яп.] (2004)[68][69].

### Иностранные
- Премия «За свободу»[англ.] (Великобритания, 1994)[70].

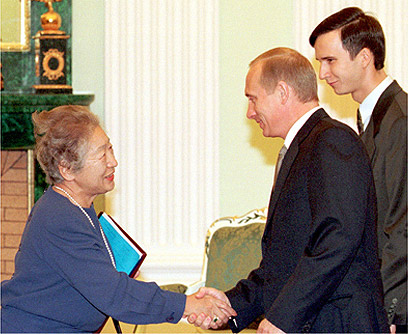
Садако Огата и Владимир Путин, 23 октября 2000 года

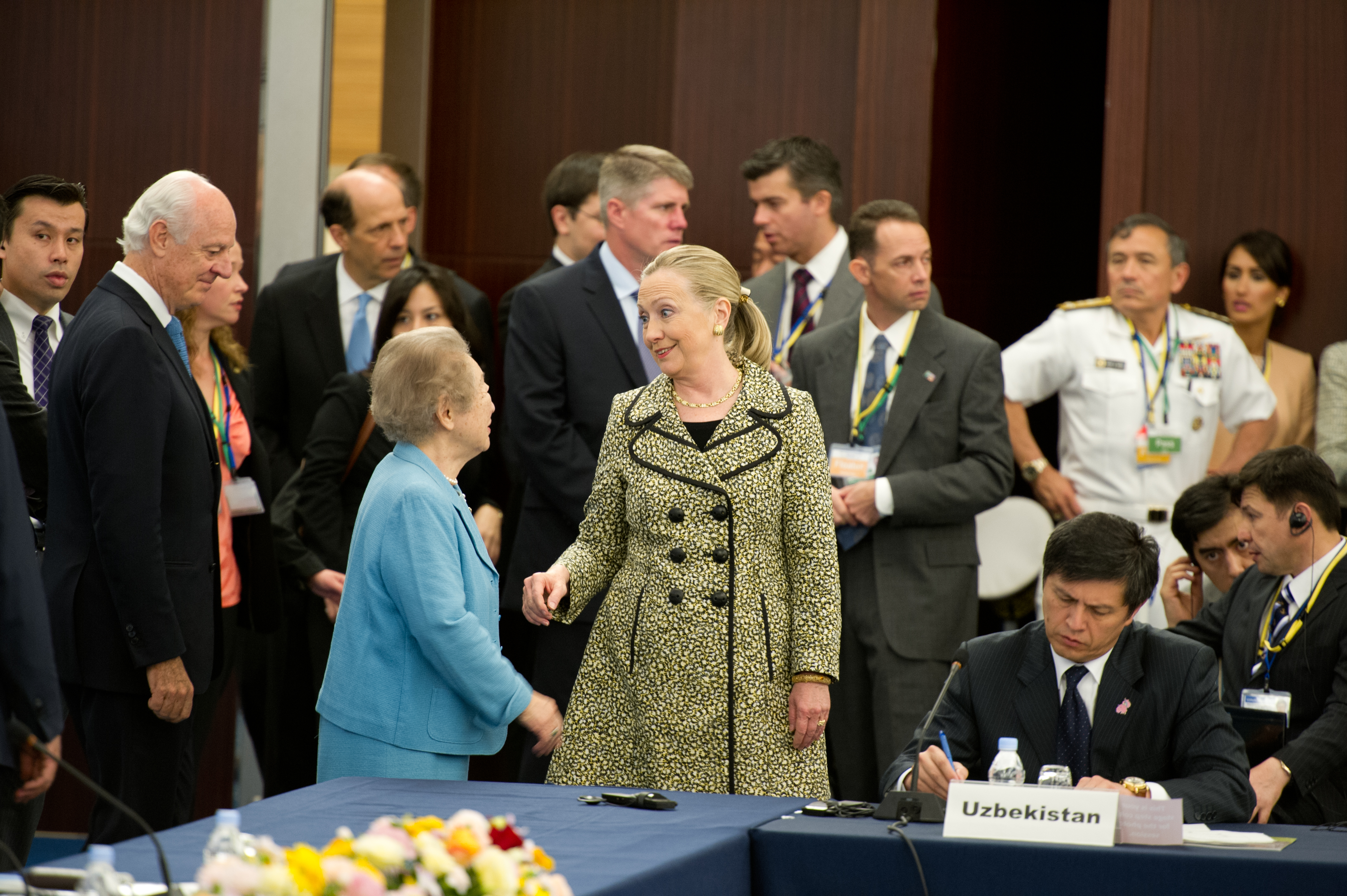
Садако Огата и Хиллари Клинтон, 8 июля 2012 года

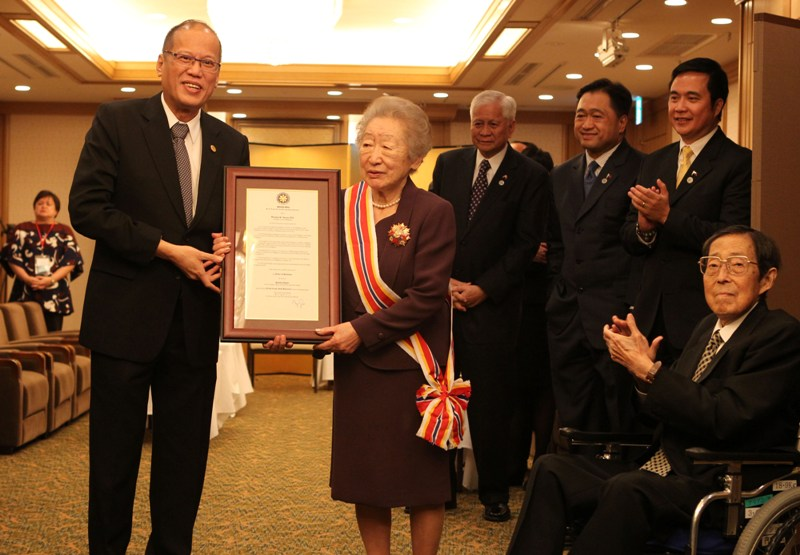
Бенигно Акино, Садако Огата и Сидзюро Огата, 14 декабря 2013 года

- Премия «Четыре свободы»[англ.] в категории «Свобода от нужды» (США, 1994)[71].
- Премия Феликса Уфуэ-Буаньи[англ.] совместно с Управлением Верховного комиссара ООН по делам беженцев (ЮНЕСКО, 1995)[72][73].
- Премия Свободы[англ.] (Международный комитет спасения[англ.], 1995)[74][75].
- Филадельфийская медаль Свободы (США, 1995)[76][77].
- Премия Рамона Магсайсая (Филиппины, 1997)[78].
- Премия Асахи (Япония, 1999)[79].
- Сеульская премия мира (Южная Корея, 2000)[80].
- Орден Дружбы (Россия, 23 октября 2000) — за большой вклад в дело укрепления мира и дружбы между народами[81][82]. Вручён президентом России Владимиром Путиным[83].
- Орден «За заслуги перед Итальянской Республикой» степени Кавалера Большого креста (Италия, 2000)[84][85].
- Премия Индиры Ганди[англ.] (Индия, 2001)[86][87].
- Орден Заслуг степени командора со звездой (Норвегия, 2001).
- Орден Почётного легиона степени Командора (Франция, 2001)[68][69][88].
- Орден «За заслуги перед Федеративной Республикой Германия» с Командорским крестом (Германия, 2001)[68][69][88].
- Орден Полярной звезды степени Командора первого класса (Швеция, 2001)[68][69][89].
- Премия Delta за глобальное взаимопонимание[англ.] (США, 2002)[90][91].
- Премия Фулбрайта за международное понимание (США, 2002)[9][92].
- Орден Инфанта дона Энрике степени Великого офицера (Португалия, 2005)[93].
- Орден Лакандула степени Гранд-офицера (Филиппины, 2006)[94].
- Награда «За гражданскую службу»[англ.] (США, 2006)[95][96].
- Медаль «Героиня Майвандской битвы Малалай[англ.]» (Афганистан, 2007)[97][98][99].
- Орден Оранских-Нассау степени Гранд-офицера (Нидерланды, 2008)[100].
- Орден Заслуг степени Кавалера Большого креста (Перу, 2008)[101][102].
- Орден Компаньонов О. Р. Тамбо в серебре (ЮАР, 2009 год)[103][104]. Вручён министром иностранных дел ЮАР Маите Нкоаной-Машабане[105][106].
- Орден Святого Михаила и Святого Георгия степени Почётной Дамы-Командора (Великобритания, 2011)[107].
- Орден «Данакер» (Кыргызстан, 29 августа 2011) — за большой вклад в укрепление сотрудничества между народами, в развитии науки, образования и культуры, в честь 20-летия независимости Кыргызской Республики[108][109][110].
- Гессенская премия мира[нем.] (Германия, 2011)[111].
- Орден Полярной Звезды (Монголия, 2012)[112].
- Премия «Гражданин мира» (США, 2012)[113].
- Медаль «20 лет независимости Республики Казахстан» (Казахстан, 2012)[114][115].
- Орден Ацтекского орла степени Великого офицера (Мексика, 2013)[116]. Вручён президентом Мексики Энрике Пенья Ньето[117][118][119].
- Орден Сикатуны с Большим крестом в золоте (Филиппины, 2013)[120]. Вручён президентом Филиппин Бенигно Акино III[121][122][123].
- Орден Риу-Бранку степени кавалера Большого креста (Бразилия, 2017)[124]
- Гуманитарная медаль «Мать Тереза»[алб.] (Косово, 2017)[125].

## Почести
Садако Огата является обладателем званий почётных докторов университетов различных стран мира:
- Почётный доктор права от колледжа Смит (США, 1980)[126].
- Почётный доктор гуманитарных наук[англ.] от университета Тафтса (США, 1992)[127][128].
- Почётный доктор права от Амхерстского колледжа (США, 1993)[129][130].
- Почётный доктор литературы[англ.] от университета Сассекса (Великобритания, 1993)[131][132].
- Почётный доктор права от Гарвардского университета (США, 1994)[133][134][135].
- Почётный доктор права от Принстонского университета (США, 1995)[136][137].
- Почётный доктор гуманитарных наук от университета Джонса Хопкинса (США, 1996)[138][139].
- Почётный доктор права от Колумбийского университета (США, 1996)[140][141][142].
- Почётный доктор права от Оклендского университета (Новая Зеландия, 1996)[143][144].
- Почётный доктор от Киргизского славянского университета (Кыргызстан, 1997)[145].
- Почётный доктор гражданского права[англ.] от Оксфордского университета (Великобритания, 1998)[146][147].
- Почётный доктор гуманитарных наук от Йельского университета (США, 1998)[148][149].
- Почётный доктор гуманитарных наук от Хаверфордского колледжа[англ.] (США, 1998)[150][151].
- Почётный доктор права от Кембриджского университета (Великобритания, 1999)[152][153].
- Почётный доктор политических наук[англ.] от университета Сонгюнгван (Южная Корея, 2000)[154][155][156].
- Почётный доктор философии от университета имени Бен-Гуриона (Израиль, 2000)[157][158][159].
- Почётный доктор от университета Васэда (Япония, 2001)[160].
- Почётный доктор гуманитарных наук от Брауновского университета (США, 2002)[161][162].
- Почётный доктор права от Пенсильванского университета (США, 2003)[163][164][165].
- Почётный доктор права от Национального университета Руанды[англ.] (Руанда, 2008)[166][167][168].
- Почётный доктор гуманитарных наук от Джорджтаунского университета (США, 2013)[169][170].

В честь Садако Огаты Лондонским университетом (Великобритания) учреждена стипендия, а её имя носит школа в Баткене (Кыргызстан), а также в Кулябе (Таджикистан).